# Pohora
Pohora (německy Pohora) je malá vesnice, část obce Horní Štěpánov v okrese Prostějov. Nachází se asi 3 km na severozápad od Horního Štěpánova. V roce 2009 zde bylo evidováno 45 adres. V roce 2001 zde trvale žilo 96 obyvatel.
Pohora leží v katastrálním území Horní Štěpánov o výměře 20 km2.

## Obyvatelstvo

### Struktura
Vývoj počtu obyvatel za celou obec i za jeho jednotlivé části uvádí tabulka níže, ve které se zobrazuje i příslušnost jednotlivých částí k obci či následné odtržení.
| Místní části   | Místní části | 1869 | 1880 | 1890 | 1900 | 1910 | 1921 | 1930 | 1950 | 1961 | 1970 | 1980 | 1991 | 2001 | 2011 |
| -------------- | ------------ | ---- | ---- | ---- | ---- | ---- | ---- | ---- | ---- | ---- | ---- | ---- | ---- | ---- | ---- |
| Počet obyvatel | část Pohora  | 173  | 182  | 245  | 247  | 231  | 247  | 165  | 154  | 176  | 149  | 128  | 110  | 96   | 96   |
| Počet domů     | část Pohora  | 32   | 32   | 35   | 35   | 36   | 40   | 33   | 42   | 0    | 39   | 34   | 41   | 39   | 44   |

## Přírodní poměry
Kousek od obce se rozkládá přírodní památka Pohorská louka.
Obcí protéká potok Podhora, jenž pramení východně od obce, poté napájí rybník v obci a následně se stává pravostranným přítokem říčky Bělá, do které se vlévá na rozhraní přírodní rezervace Pod Švancarkou a přírodní památky Horní Bělá.

## Fotogalerie

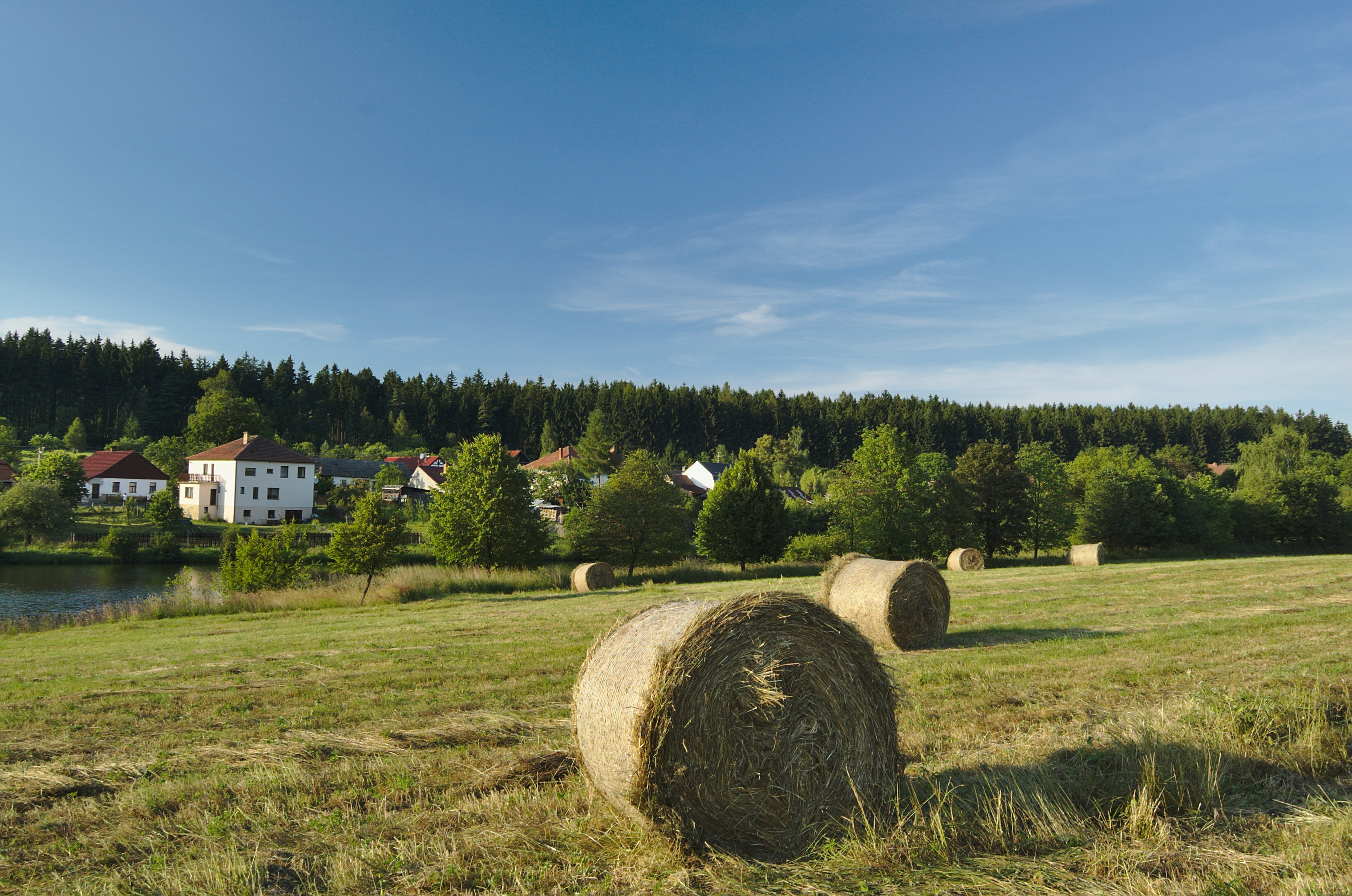
Pohled na vesnici od jihu
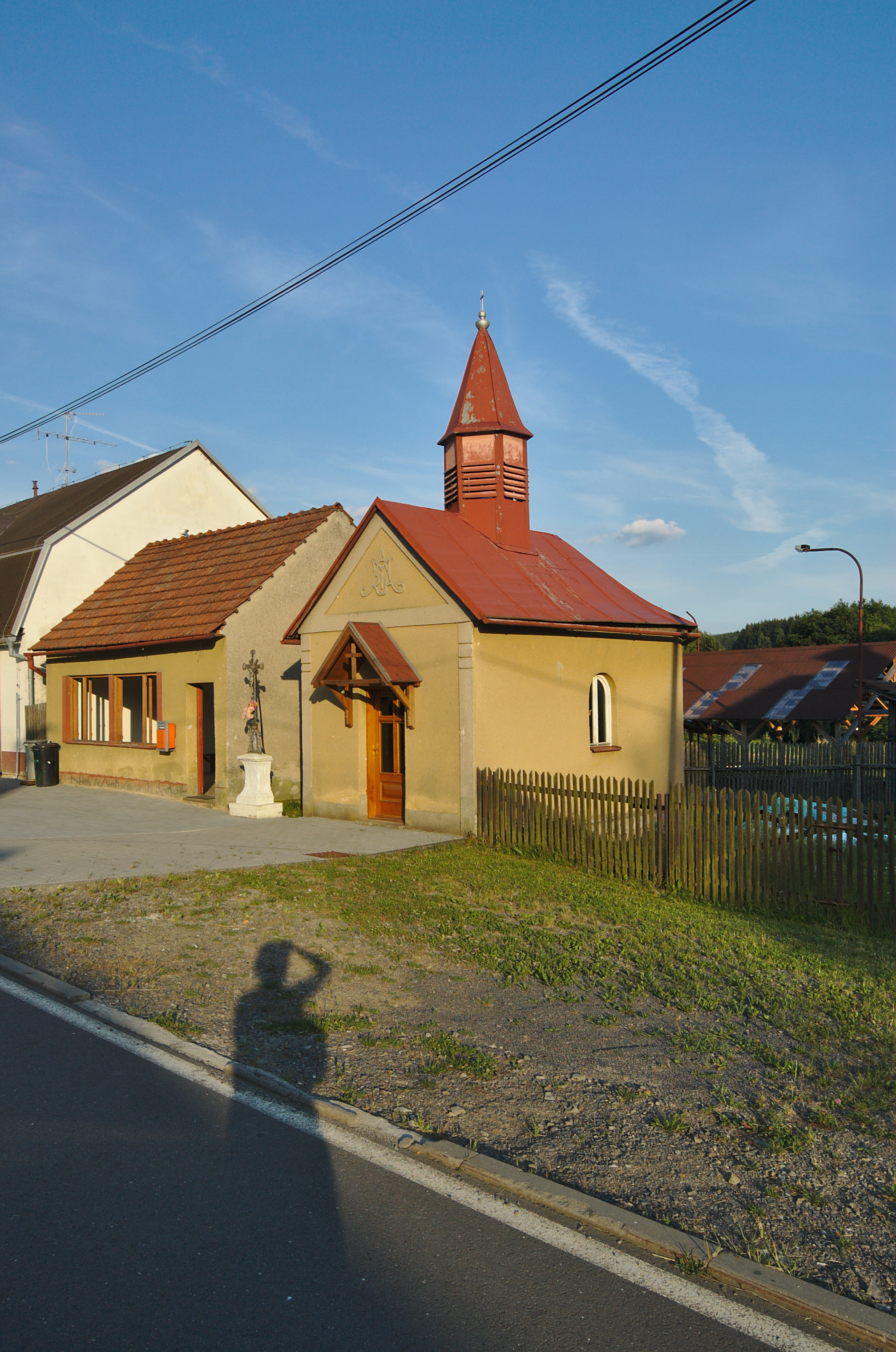
Kaplička a kříž
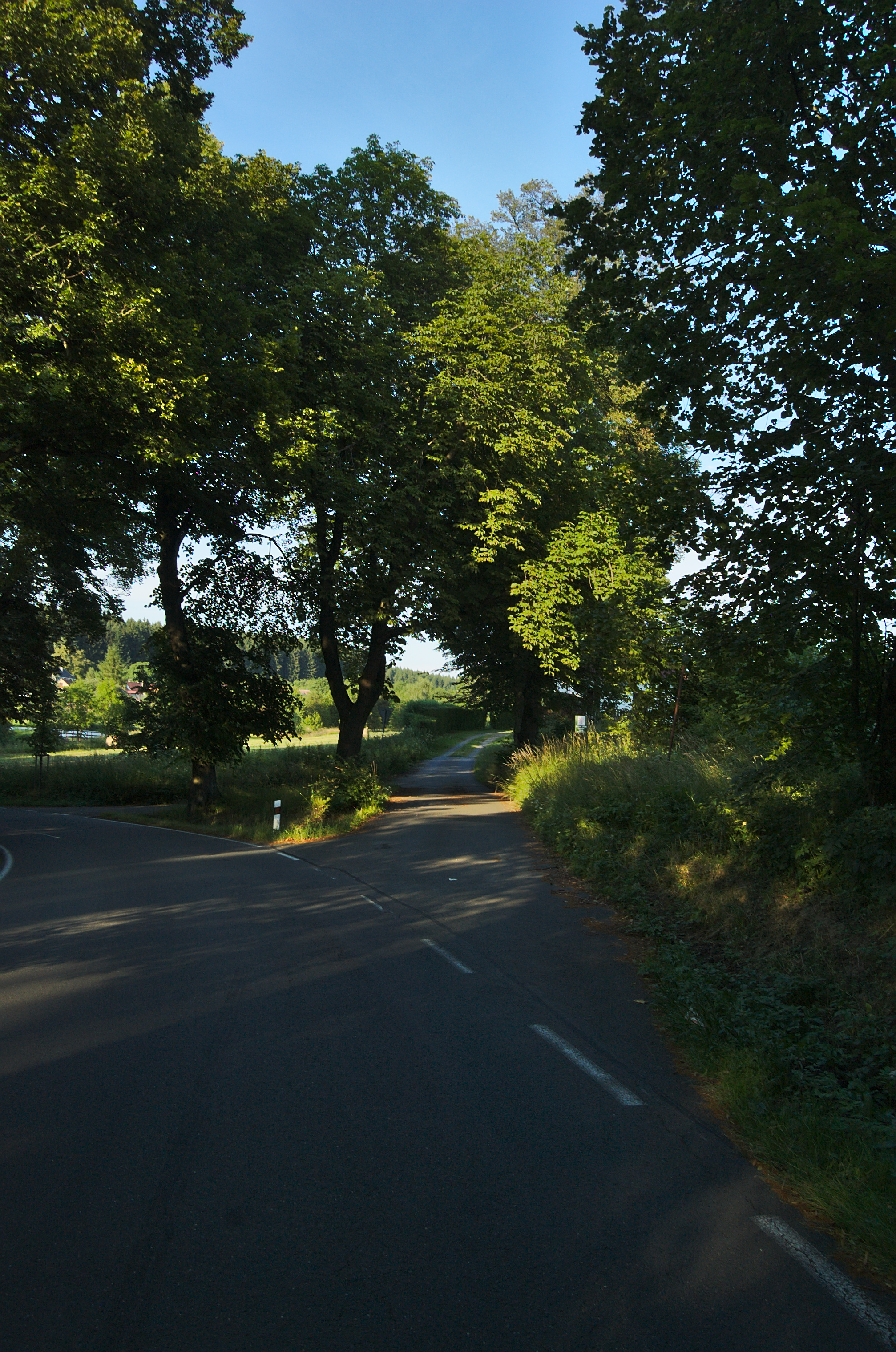
Chráněná alej
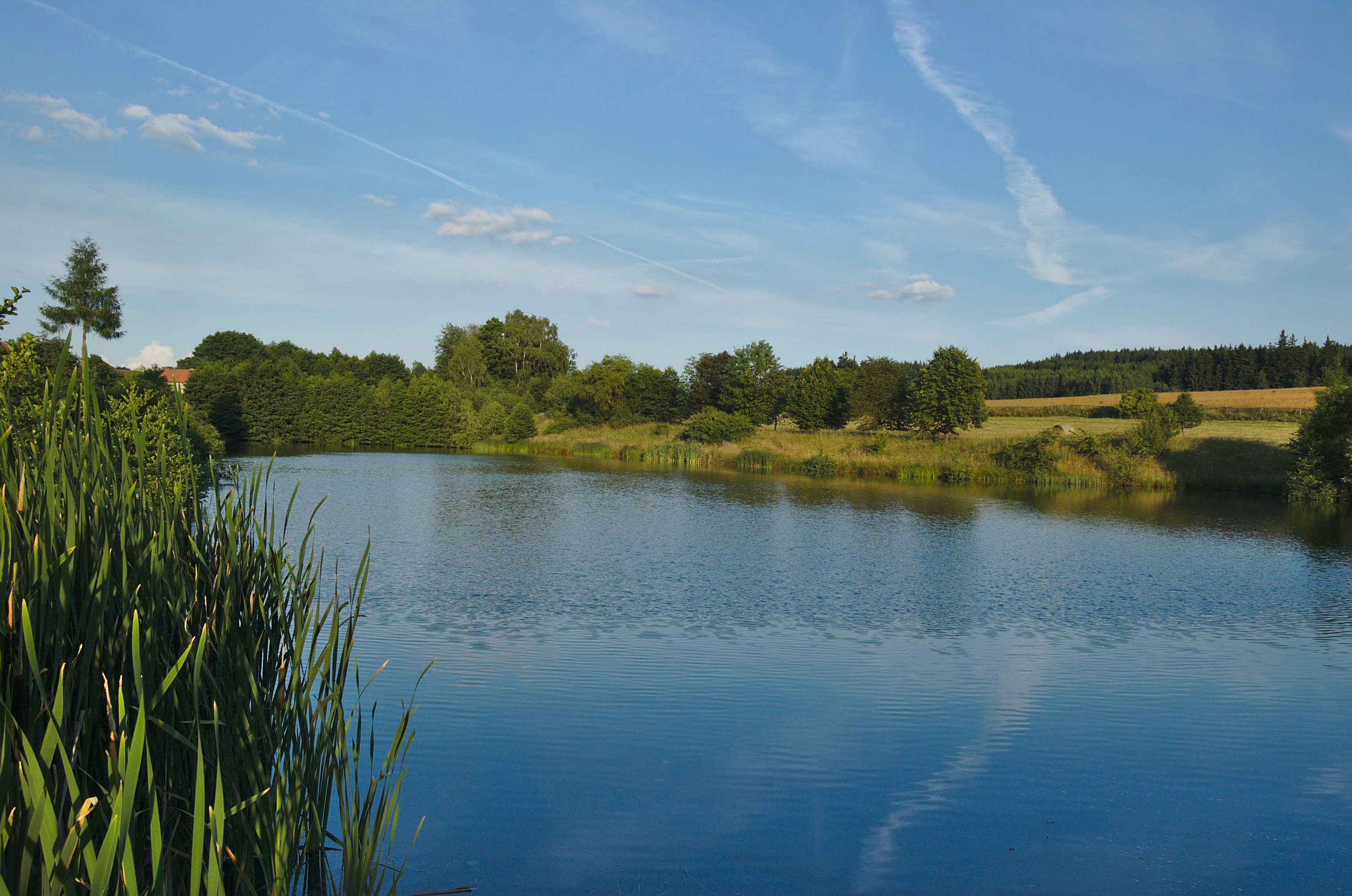
Rybník
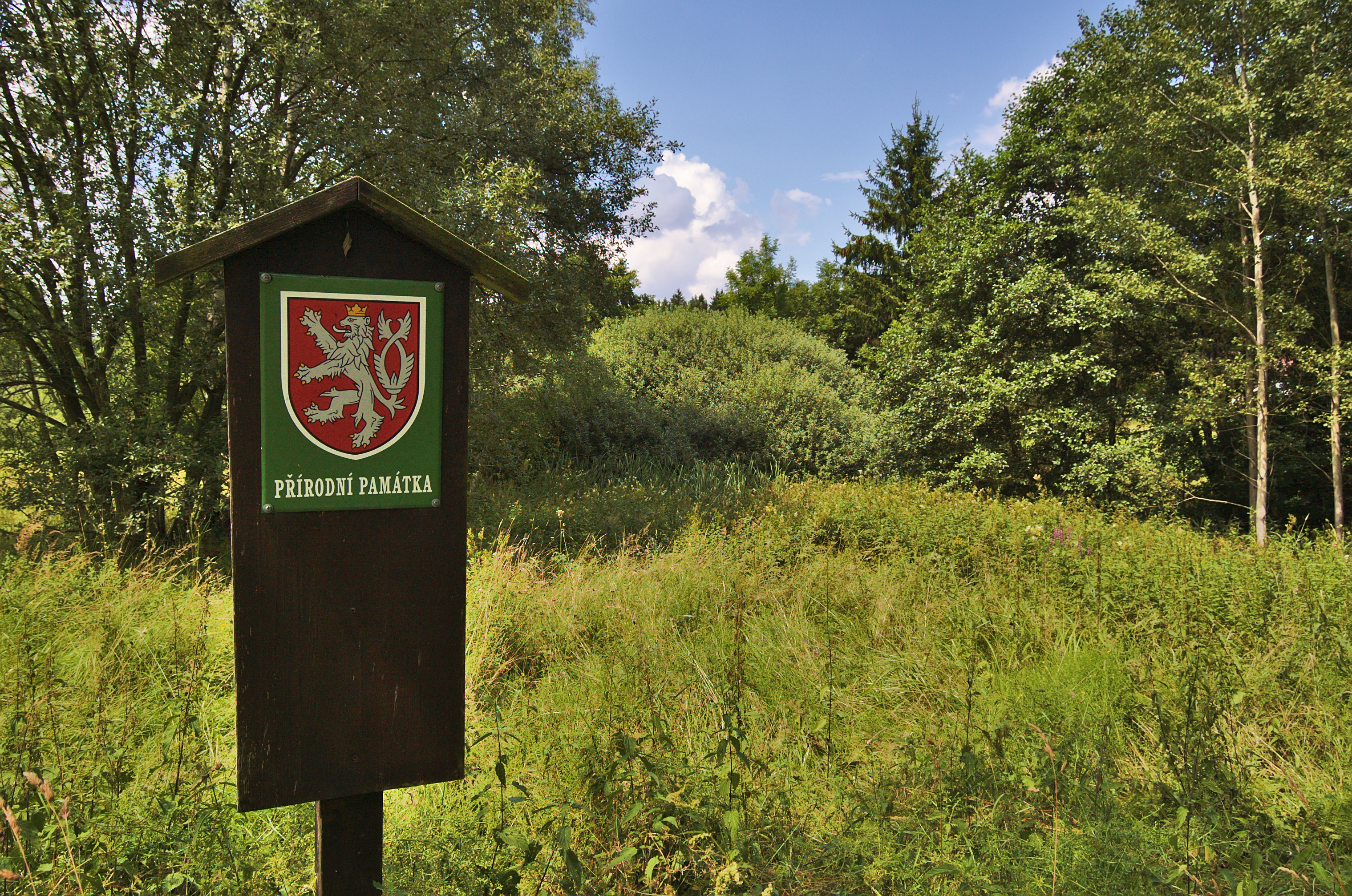
Přírodní památka Pohorská louka
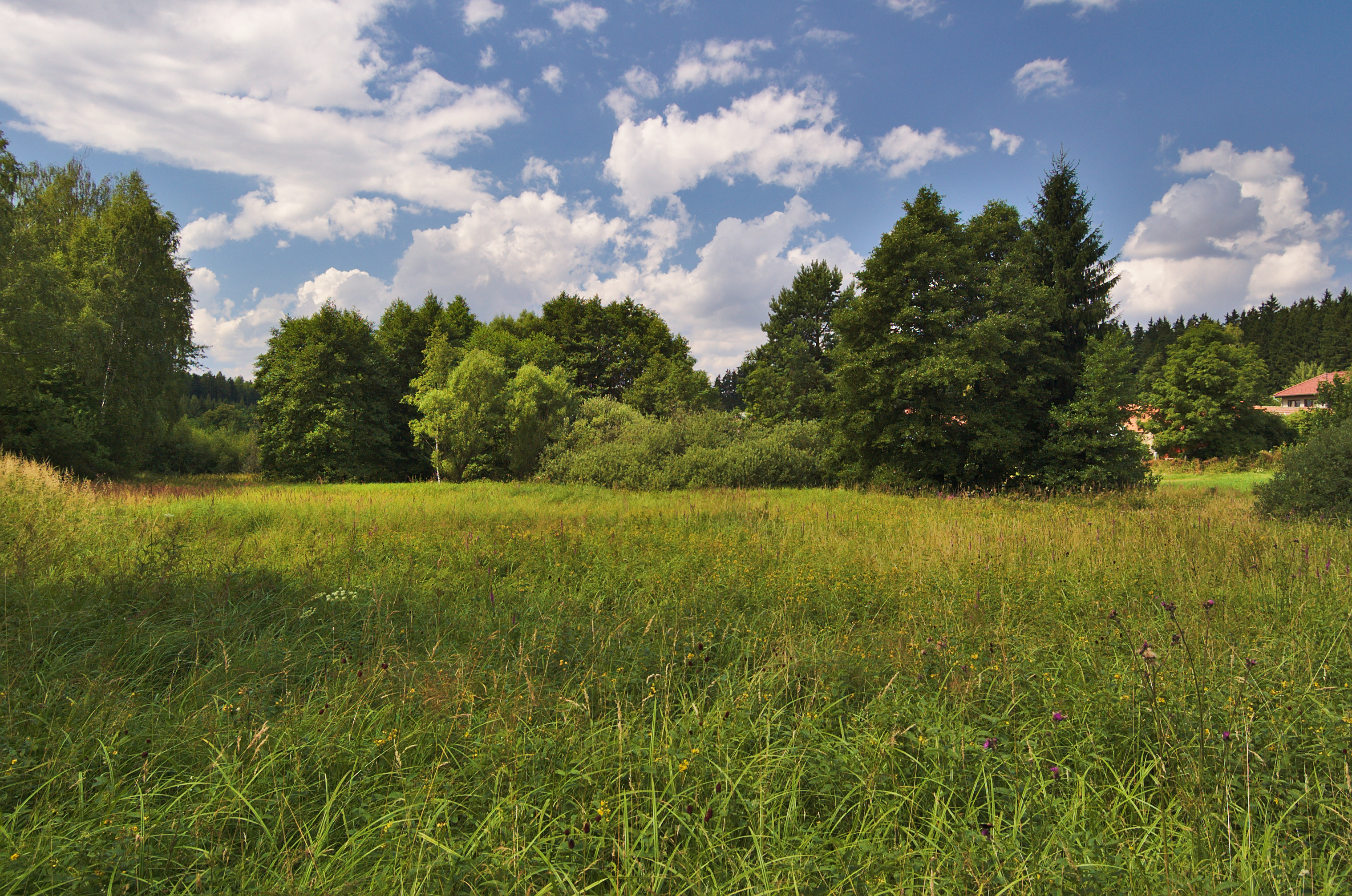
Přírodní památka Pohorská louka